# Charles Méla
Pour les articles homonymes, voir Méla.
 (septembre 2014).
Si vous disposez d'ouvrages ou d'articles de référence ou si vous connaissez des sites web de qualité traitant du thème abordé ici, merci de compléter l'article en donnant les références utiles à sa vérifiabilité et en les liant à la section « Notes et références ».
Charles Méla, né en 1942, est un professeur de littérature française et un écrivain français.

## Parcours
Ancien élève de l’École normale supérieure et docteur d’État, il enseigna la littérature française du Moyen Âge et de la Renaissance à la Sorbonne, à l'ENS ainsi qu'à l'université Yale, avant de devenir professeur à l’université de Genève de 1982 à 2007. 
Depuis 2007, professeur honoraire de l’Université de Genève.
De 1992 à 1999 il est le Doyen de la Faculté des Lettres. Il a étudié les légendes arthuriennes et a effectué de nouvelles traductions et ouvrages critiques des romans de Chrétien de Troyes. Couronné par l'Académie française (prix Constant-Dauguet) en 1985 pour La Reine et le Graal, il a publié en 2004 aux éditions du Cercle d’art à Paris l'ouvrage Légendes des siècles : Parcours d’une collection mythique, préfacé par Jean Starobinski. Président du conseil de la Fondation Martin Bodmer à Cologny de 1994 à 2003, il en fut le directeur de 2004 à 2014. Il est à l’origine de la création par Mario Botta du nouveau musée de la Fondation à Cologny (Genève), qui est inauguré en novembre 2003 et qu’il dirigea jusqu'en 2014. Il est également président de l’Association suisse des Amis de la Fondation Sainte-Catherine depuis 2003, et depuis 2006, président du Centre européen de la culture, fondé par Denis de Rougemont en 1950. De juin 2018 à juin 2024 : président de l’International Menuhin Music Academy, fondée par Lord Menuhin en 1977 et orchestre résident de l’Institut Le Rosey (Rolle).
Marié en 1983 à Pascale Drouillard, psychanalyste, ils ont deux enfants : Charles-Guillaume Méla (1986, pianiste et professeur de piano) et Marie-Charlotte Méla (1998). Il a eu auparavant deux enfants d'un premier mariage avec Annie Moisan : Adrien Méla (1967-1995) et Jérôme Méla (1970, artiste dramatique).

## Distinctions
- Chevalier de la Légion d'honneur (2010, au titre des Affaires européennes (ministère des Affaires étrangères et européennes)
- Chevalier de l'ordre national du Mérite (1994, au titre des Affaires européennes)
- Chevalier de l'ordre des Palmes académiques (2002, pour services rendus à l’Éducation nationale)